# Ignacio Riverol
Ignacio Riverol fue un cantor criollo, músico y guitarrista uruguayo radicado y con carrera en Argentina.

## Carrera
Primo hermano de Juan José Riverol y de  Ángel Domingo Riverol (1893-1935), este último legendario guitarrista Carlos Gardel, se destacó al igual que este en la guitarra. Actuó con mayor intensidad en los primeros años del siglo veinte. Grabó discos para varios sellos y tuvo actuaciones importantes en distintos reductos tangueros.
Grabó junto al zorzal Gardel el tema Charamuscas, en 1920, en discos RCA Víctor.
En 1915 solía cantar en el mítico café situado en la esquina N.O. de Montes de Oca y Brandsen. Fue un extraordinario cantor barraquense y bohemio impenitente, que formó dúos eventuales con el actor Francisco Álvarez, cuando éste también cantaba.
Entre 1916 y 1917 formó un dúo musical junto al cantor Ángel Greco, acompañado también por su primo en el Teatro Casino, llegando a grabar placas para la casa Columbia, serie Grafonóla (1916-1918).  También integró un trío con Arturo De Nava y Juan Raggi, con los que actuó en muchos locales de la época. Posteriormente formó el dúo Bianco-Riverol, con Francisco Nicolás Bianco(Pancho Cuevas).
Tuvo participaciones destacadas en algunas emisoras de aquellos años como Radio Rivadavia. También compartió escenario con Juan de Dios Filiberto.
Su deceso se produjo a fines de la década de 1920. Su primo Domingo Riverol falleció en la tragedia de Medellín el 24 de junio de 1935 junto al cantor Gardel y los guitarristas Alfredo Le Pera y Guillermo Barbieri.

## Temas interpretados
- Ingrata
- El señuelo
- Charamuscas
- La mariposa
- Amargura